# 土井町 (岡崎市)
土井町（どいちょう）は、愛知県岡崎市の町名。32の小字が設置されている。

## 地理
岡崎市南西部に位置し、東は井内町・野畑町・下和田町、西は中之郷町、南は下青野町・在家町、北は赤渋町・牧御堂町に接する。

### 河川
- 安藤川

### 小字
- 荒井乙（あらいおつ）
- 荒井甲（あらいこう）
- 池田乙（いけだおつ）
- 池田甲（いけだこう）
- 池端（いけばた）
- 蔵屋敷（くらやしき）
- 駒之舞（こまのまい）
- 三太畑（さんだばた）
- 地堂（じどう）
- 城屋敷（しろやしき）
- 炭焼（すみやき）
- 辻（つじ）
- 生堂（なまどう）
- 西落（にしおち）
- 西社口（にししゃぐち）
- 西善道（にしぜんみち）
- 西原田（にしはらだ）
- 西番城（にしばんじょう）
- 西丸山（にしまるやま）
- 花ノ木（はなのき）
- 東河原（ひがしかわはら）
- 東社口（ひがししゃぐち）
- 東善道（ひがしぜんみち）
- 東番城（ひがしばんじょう）
- 東丸山（ひがしまるやま）
- 藤ノ木乙（ふじのきおつ）
- 藤ノ木甲（ふじのきこう）
- 丸落（まるおち）
- 神子田（みこでん）
- 南赤部内（みなみあかべない）
- 南道場田（みなみどうじょうだ）
- 柳ケ坪（やながつぼ）

## 世帯数と人口
2022年（令和4年）7月1日現在の世帯数と人口は以下の通りである。
| 町丁   | 世帯数    | 人口    |
| ------ | --------- | ------- |
| 土井町 | 1,502世帯 | 3,451人 |

## 学区
市立小・中学校に通う場合、学区は以下の通りとなる。
| 番・番地等 | 小学校                   | 中学校                 | 高等学校普通科 |
| ---------- | ------------------------ | ---------------------- | -------------- |
| 全域       | 岡崎市立六ツ美北部小学校 | 岡崎市立六ツ美北中学校 | 三河学区       |

## 歴史
碧海郡土井村を前身とする。江戸期は上土井村と下土井村の2村として存在していた。

### 町名の由来
土居・土垣・土堰などから転じたものとみられる。

### 沿革
- 1878年（明治11年） - 上土井村と下土井村が合併し、土井村となる[7]。
- 1889年（明治22年）10月1日 - 町村制施行・合併に伴い、碧海郡糟海村大字土井となる[7]。
- 1896年（明治29年）6月22日 - 糟海村より分立し、中井村大字土井となる[7]。
- 1906年（明治39年）5月1日 - 合併に伴い、六ツ美村大字土井となる[8]。
- 1958年（昭和33年）10月15日 - 町制施行に伴い、六ツ美町大字土井となる[8]。
- 1962年（昭和37年）10月15日 - 岡崎市へ編入し、同市土井町となる[8]。

## 施設
- 岡崎地方卸売市場
- 岡崎市立六ツ美北部小学校
- 岡崎市立六ツ美北保育園
- 岡崎信用金庫六ッ美支店
- 誓法寺
- こども発達支援センターむつみ（2024年4月1日オープン）

## 交通
- 愛知県道78号安城幸田線
- 愛知県道293号桜井岡崎線
- 愛知県道479号熊味岡崎線

## その他

### 日本郵便
- 郵便番号 : 444-0204[2]（集配局：岡崎郵便局[9]）。